# Tramwaje w Lebu
Tramwaje w Lebu − zlikwidowany system komunikacji tramwajowej w Lebu w Chile.

## Historia
W 1914 spółka Compañía Carbonífera Victoria otworzyła linię tramwaju elektrycznego spod dworca kolejowego do kopalni na południowym krańcu miasta. Długość linii wynosiła 1,2 km, a rozstaw szyn 600 mm. Tramwajami mogli jeździć wyłącznie pracownicy kopalni. Do obsługi linii posiadano 2 lokomotywy i 22 wagony. Data likwidacji linii nie jest znana. 